# Marina (Cagliari)
La Marina è uno dei quattro quartieri storici della città italiana di Cagliari. I suoi confini sono delimitati a nord dalle mura del Castello, a sud dalla via Roma (oltre la quale si trova il porto), a est dal viale Regina Margherita e ad ovest dal largo Carlo Felice.

## Storia
La Marina venne fondata dai Pisani nel XIII secolo come zona destinata ad ospitare magazzini e dimore di quanti lavoravano presso il vicino porto di Cagliari. Denominato inizialmente come Lapola o La Pola (termine di significato incerto, il quale forse identificava una banchina o altra parte del porto e poi utilizzato per indicare l'intera area), il quartiere venne cinto da mura e bastioni, riammodernate in seguito dagli spagnoli e demolite a partire dalla seconda metà del XIX secolo per far posto ai tre importanti assi viari sopra citati.

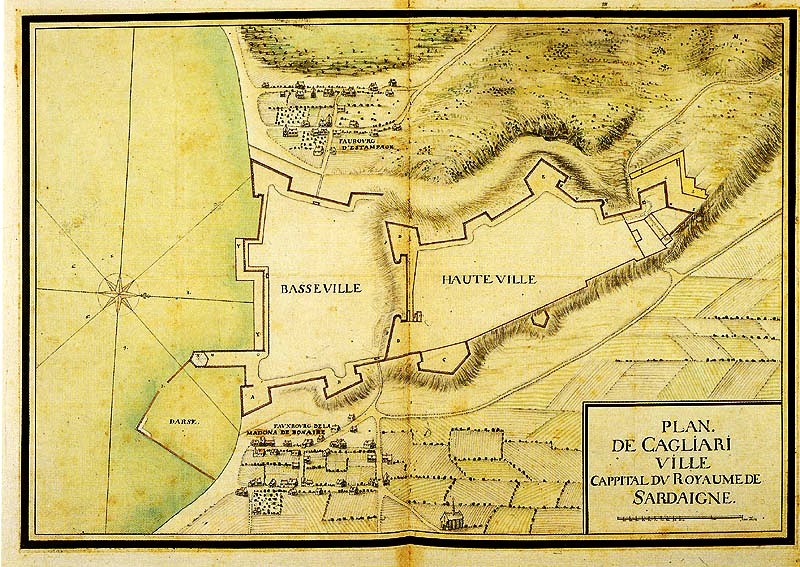
Antica pianta francese di Cagliari. La Marina è indicata come Basseville

Dal XIV secolo, con la dominazione aragonese prima e spagnola in seguito, Marina crebbe come numero di abitanti e assunse sempre di più la connotazione di quartiere vivamente trafficato e animato da commerci, dove per lo più dimoravano mercanti e pescatori, e in cui sorsero numerose comunità rappresentanti delle terre e città con cui vi erano più stretti rapporti commerciali (ad esempio si ricorda una comunità di siciliani, che faceva capo alla chiesa di Santa Rosalia e quella dei genovesi, facente capo alla chiesa dei Santi Giorgio e Caterina).
Oggi la Marina si presenta come un quartiere carico di storia, che cerca lentamente di trovare il giusto modo per valorizzare le sue bellezze, spesso messe in pericolo dall'incuria e il degrado, nonché dai bombardamenti della seconda guerra mondiale e dalla speculazione edilizia del dopoguerra.

## Monumenti e luoghi di interesse

### Architetture religiose

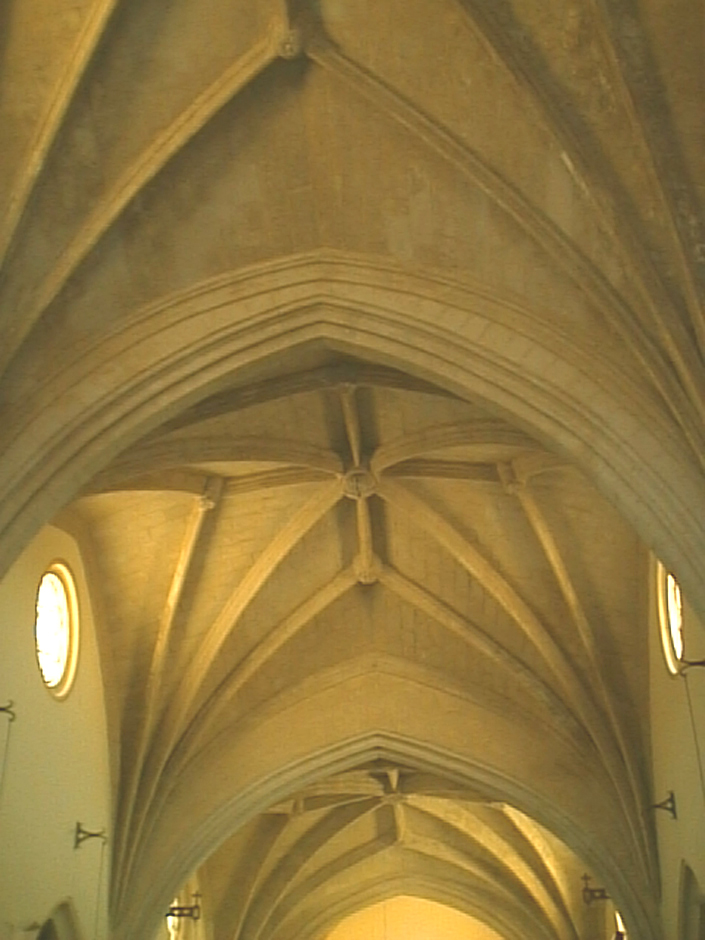
Volte all'interno della Collegiata di Sant'Eulalia

Il quartiere è caratterizzato dalla presenza di numerosi edifici religiosi. Fra i più antichi si trova la chiesa di Sant'Eulalia, parrocchia collegiata, edificata nella seconda metà del XIV secolo in stile gotico - catalano, dedicata alla patrona di Barcellona.
Rilevante dal punto di vista artistico è la chiesa di Sant'Agostino, del XVI secolo, una delle poche testimonianze di architettura rinascimentale in Sardegna.
Degne di nota anche le altre chiese del quartiere: il Santo Sepolcro, Santa Rosalia, che conserva il corpo di San Salvatore da Horta, San Francesco di Paola, Sant'Antonio Abate, la chiesa delle Monache Cappuccine, ora Chiesa della Beata Vergine della Pietà, dedicata alla Vergine della Pietà e la Cappella dell'Asilo della Marina, già Oratorio della Vergine d'Itria, luogo legato al ricordo della venerabile suor Giuseppina Nicoli.
La ex chiesa di Santa Teresa, ubicata in piazzetta Dettori e risalente al XVII secolo, dotata di una bella facciata e un'ampia cupola, ospita oggi l'Auditorium Comunale, mentre l'adiacente ex Casa Professa dei Gesuiti fu la prima sede dello storico Liceo classico Dettori, successivamente del Liceo Classico Siotto Pintor, del Liceo Artistico per essere infine destinata, negli ultimi tempi, a spazio espositivo.
Della chiesa di Santa Lucia, anch'essa seicentesca, restano solo le macerie in quanto, danneggiata non irrimediabilmente durante i bombardamenti del 1943, venne demolita nel dopoguerra allo scopo di attrezzare l'area a piazza, progetto mai realizzato. Della chiesa distrutta restano oggi le tre cappelle del lato destro, mentre una nuova chiesa dedicata a santa Lucia sorse nel moderno quartiere di San Benedetto.
I bombardamenti del '43 danneggiarono anche la chiesa dei Santi Giorgio e Caterina dei Genovesi, che sorgeva nella via Manno. Il tempio venne ricostruito, in linee moderne, alla base del colle di Monte Urpinu, nell'omonimo quartiere di cui è parrocchia. Al posto della bella chiesa seicentesca, la cui esistenza è ricordata da una lapide, nella via Manno sorse il complesso dell'UPIM, attualmente occupato dal locale punto vendita della catena spagnola Zara.

### Architetture civili

#### Ex Ospedale
La Marina vanta tra i suoi edifici quello che fu il primo ospedale di Cagliari, attivo con molta probabilità già nel XIII secolo. L'ospedale venne costruito, affiancato da una chiesa dedicata a sant'Antonio abate, lungo la strada oggi conosciuta come via Manno. La chiesa, riedificata nel XVIII secolo esiste ancora, collegata da un portico con l'edificio che ospitò l'ospedale fino al XIX secolo, quando questo venne trasferito nella nuova sede di Stampace, progettata da Gaetano Cima e ancora oggi in uso. L'ex ospedale della Marina venne riadattato, in parte per ricavarvi abitazioni private, mentre un'altra porzione venne utilizzata come scuola per diversi anni.

#### Alberghi storici
Anche i primi alberghi della città furono edificati nella Marina. Nel XIX secolo sorse in via Baylle l'Hotel du progres, così chiamato dal viaggiatore francese Edouard Delessert, che lo fotografò nel 1854. L'hotel, il cui fabbricato, seppur molto rimaneggiato, esiste ancora, ospitò nell'aprile del 1838 lo scrittore Honoré de Balzac. Nella seconda metà dell'Ottocento venne fondato la Scala di Ferro, celebre albergo edificato in stile neogotico sopra lo zoccolo dell'antico bastione di Nostra Signora del Monserrato, nel viale Regina Margherita. Nella struttura alloggiarono importanti ospiti, quali lo scrittore inglese David Herbert Lawrence, Totò e Carlo Levi.

#### Palazzata di via Roma
Nella via Roma si affaccia la nota serie di palazzi porticati, tra i quali si distinguono per imponenza il palazzo de La Rinascente, costruito tra gli anni 1925 - 1930 e il palazzo del Consiglio Regionale, controversa e contestata architettura risalente agli anni ottanta del XX secolo.

#### Il Mercato vecchio

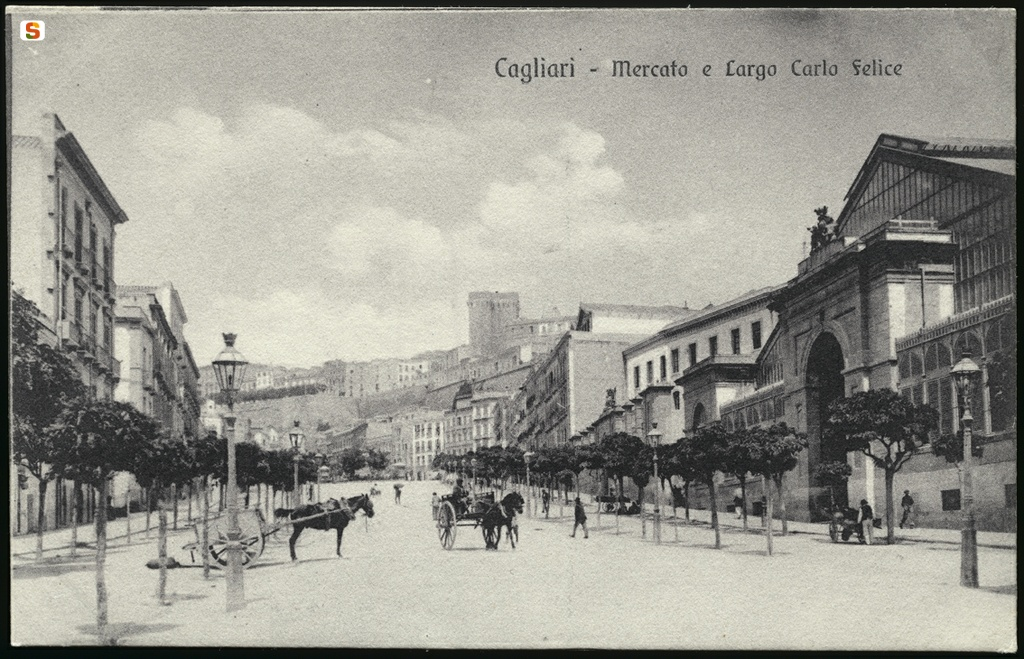
Il Mercato Vecchio

Nel marzo del 1886 venne inaugurato nel largo Carlo Felice il Mercato civico, progettato dall'ingegner Enrico Melis, allievo dell'architetto Cima. Prima di allora il mercato aveva sede, sempre nel largo, in baracche provvisorie. Il mercato, visitato da Lawrence nel 1921 e descritto nella sua opera Mare e Sardegna, era formato da due fabbricati distinti e separati da una strada, oggi detta via del Mercato Vecchio. L'edificio a monte, il principale, constava di un prospetto in cui si distinguevano tre avancorpi in trachite di Serrenti. Dall'avancorpo centrale, tramite un ampio arco trionfale, si accedeva all'interno, coperto da lastre di vetro rette da strutture portanti in ghisa e ferro. 

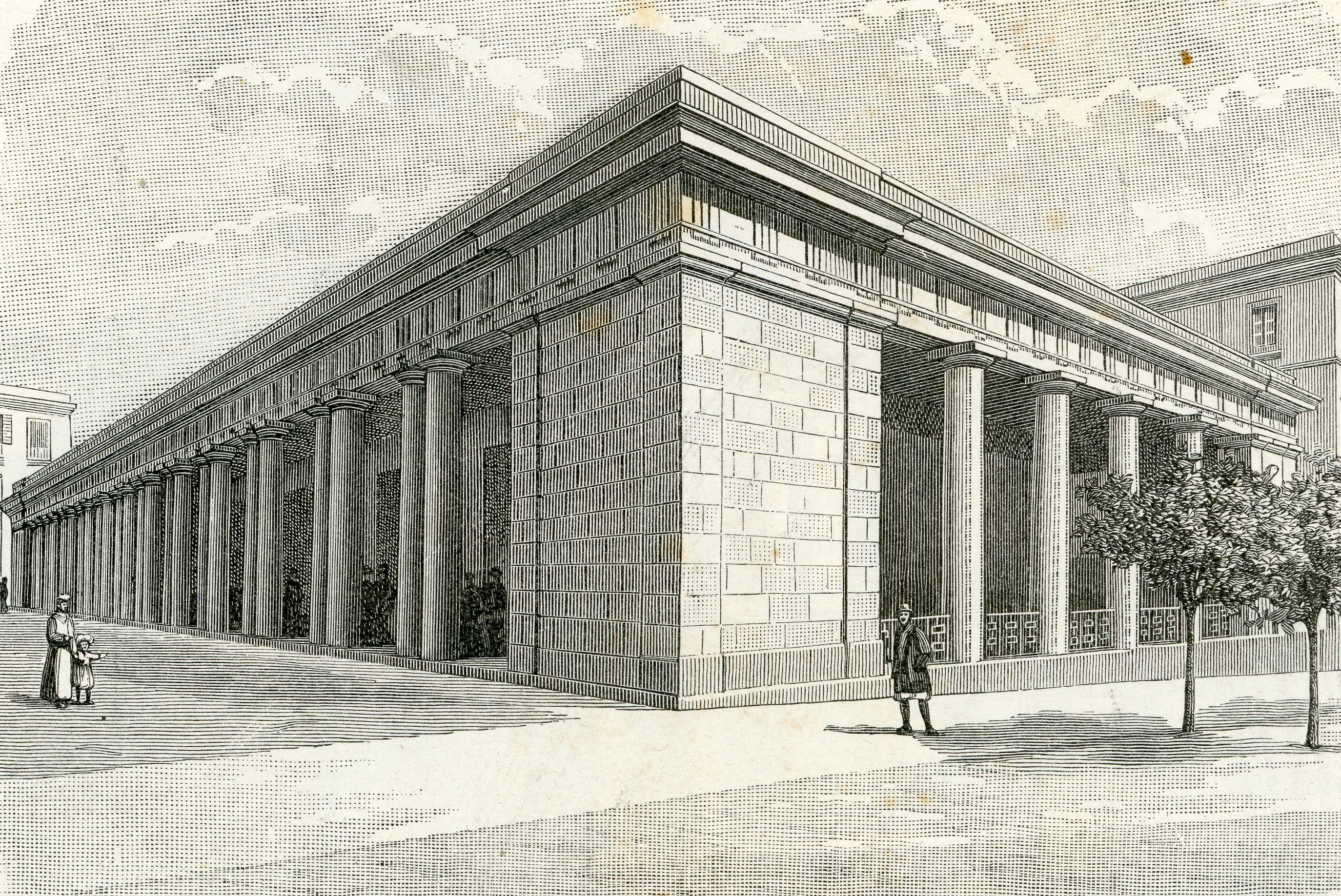
Porticato del vecchio Mercato (xilografia 1895), demolito, assieme al fabbricato maggiore, negli anni 1950

L'edificio minore era invece caratterizzato da un bel porticato, sostenuto da colonne doriche che reggevano una trabeazione decorata da metope e triglifi, realizzato in trachite di Serrenti. Il complesso del vecchio mercato venne demolito negli anni cinquanta del XX secolo, quando il comune di Cagliari cedette l'area ad alcune importanti banche, che edificarono, in luogo dello storico monumento, le loro sedi, nei palazzoni che si vedono ancora oggi. Resti del vecchio mercato (trasferito poi nell'attuale sede, nel quartiere San Benedetto) sono, in sito, uno dei tre avancorpi dell'edificio principale e alcune parti delle colonne dell'edificio porticato, poste nella piazza della chiesa della Vergine della Salute, al Poetto.

### Siti archeologici
L'area della Marina era sicuramente abitata in età romana, di cui si trovano testimonianze architettoniche nell'area archeologica presso la chiesa di Sant'Eulalia, dove gli scavi condotti hanno portato alla luce una porzione di strada lastricata e, ai lati, resti di abitazioni.
Nell'area sottostante la cinquecentesca chiesa di Sant'Agostino sono invece presenti resti di ambienti riferibili a un edificio termale.

### Vie e piazze

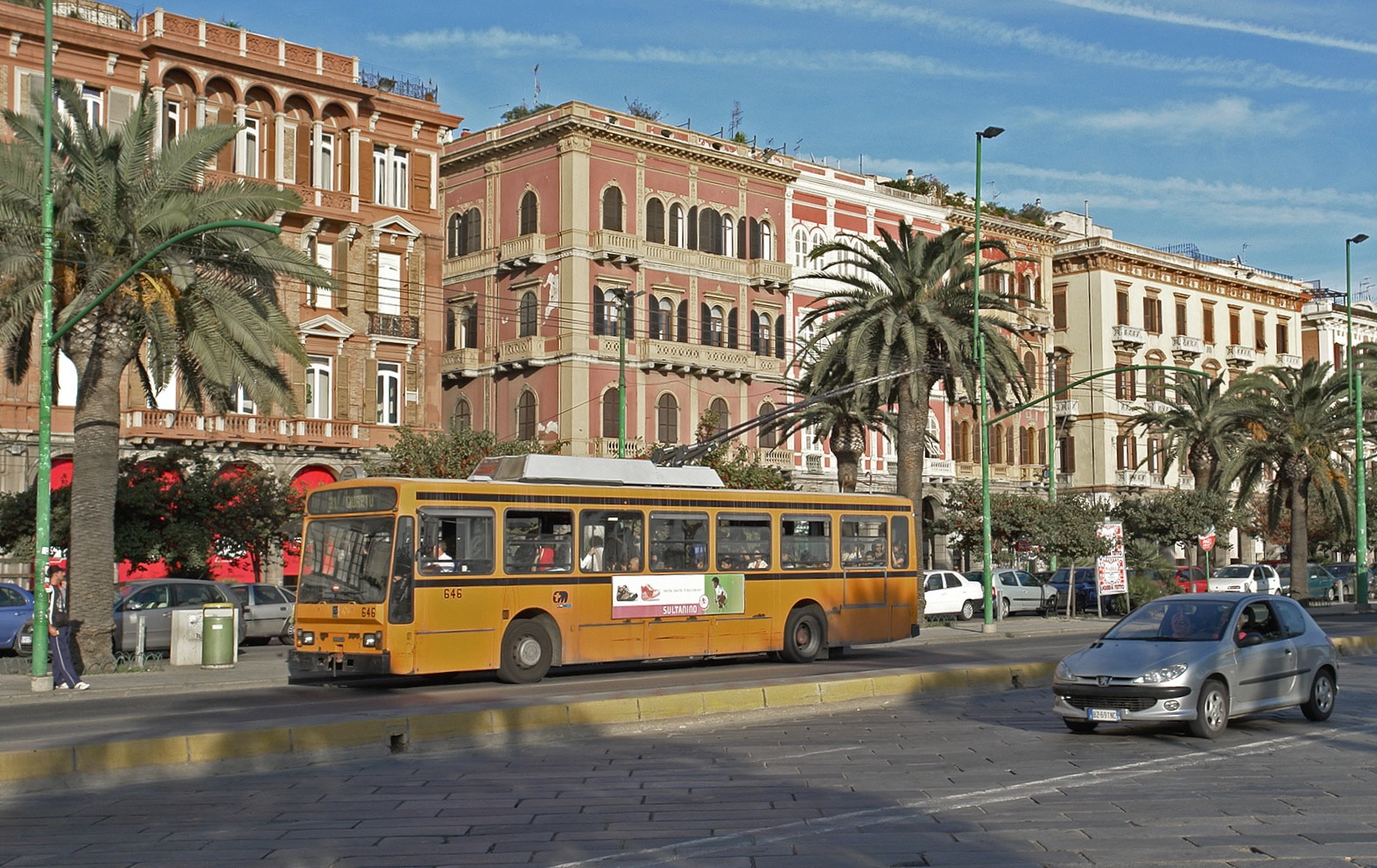
Via Roma

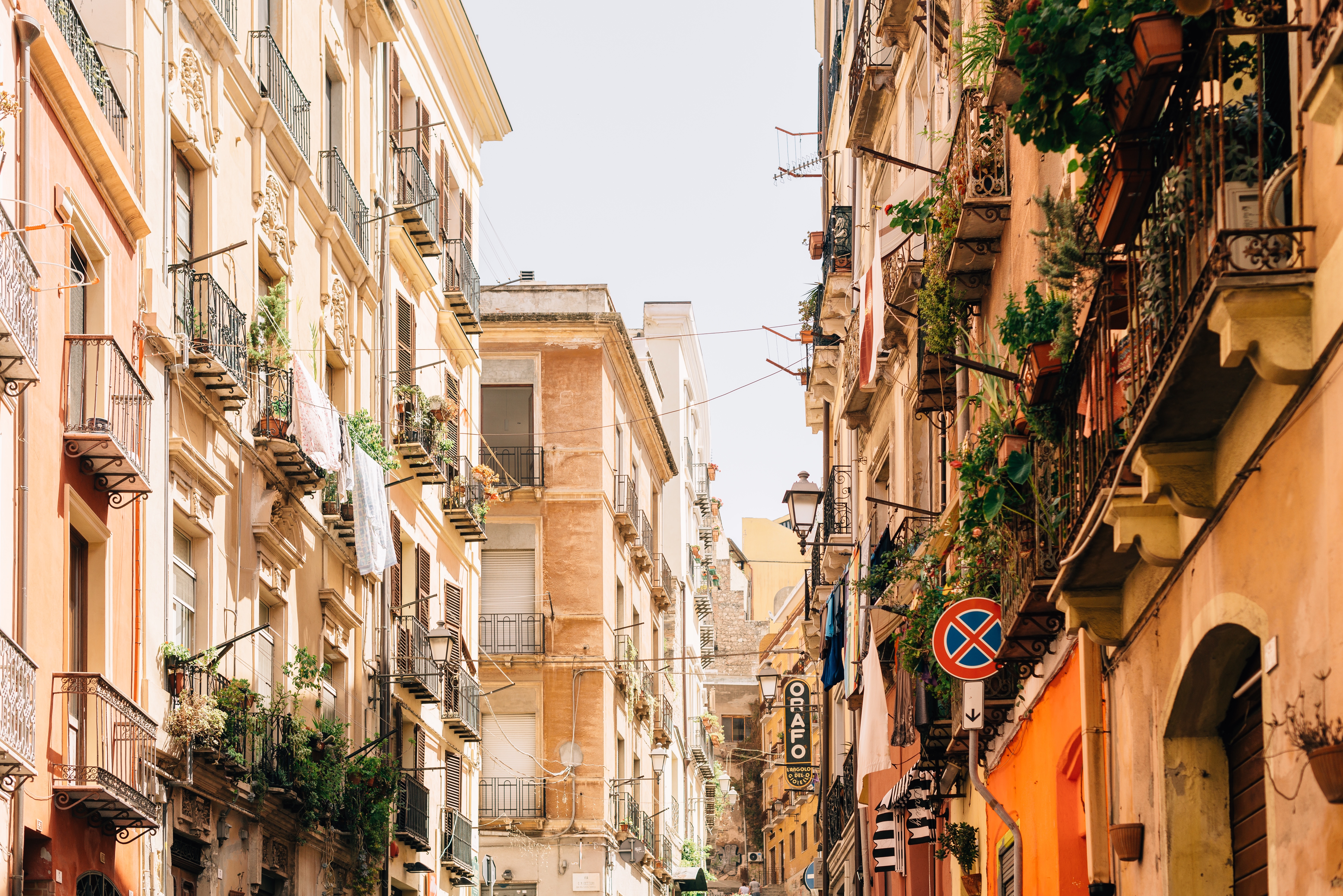
Via Barcellona

I confini del quartiere sono delimitati a sud, est e ovest (a nord il confine sono le mura di castello) da tre importanti vie che, al modo dei boulevard parigini del barone Haussmann, dalla seconda dell'Ottocento sorsero al posto degli ampi spazi lasciati liberi dal graduale smantellamento della cinta fortificata. Nacquero così quelle che ancora oggi sono tra le strade più trafficate di Cagliari: il largo Carlo Felice, che separa Marina da Stampace, il viale Regina Margherita e soprattutto la via Roma, uno dei salotti della città, oltre la quale si trova il porto.

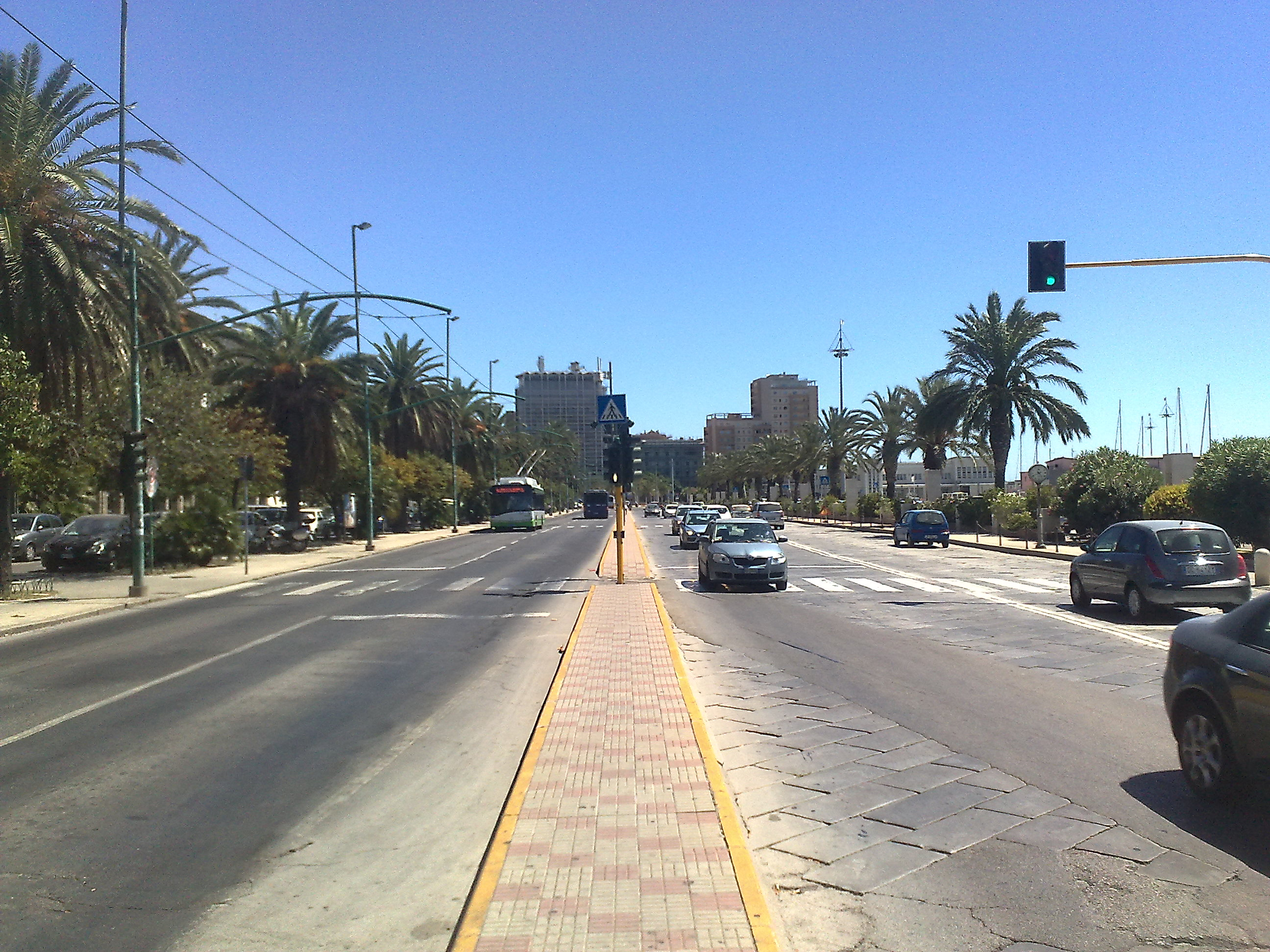
Le varie corsie di via Roma

Dalla via Roma salgono verso la parte alta del quartiere alcune strette viuzze, tra cui la via Barcellona, antica Carrer de Barcelona e la via Baylle, anticamente Carrer de Sanct Leonard. Parallele alla via Roma sono invece la via Sardegna, l'antica Carrer dels Sicilians, da sempre nota ai Cagliaritani per le numerose trattorie che vi si trovano e che spandono nell'aria l'odore dei tipici piatti a base di pesce, e la via Cavour, detta anticamente Carrer de Gésus, in sardo S'arrug'e Gésus, in quanto iniziava dalla Porta di Gesù, aperta nelle mura orientali (dove oggi si trova il viale Regina Margherita), e che a sua volta prendeva il nome dal vicino convento di Santa Maria di Gesù, che sorgeva, fino al 1718, nell'area oggi occupata dal complesso della ex Manifattura Tabacchi.
La parte alta del quartiere è caratterizzata dalla via Manno, isola pedonale in cui si affacciano numerosi negozi, particolarmente di abbigliamento, che ne fanno una delle mete preferite per lo shopping a Cagliari. Anticamente detta Carrer de Sanct Anthoni ma anche, in sardo, S'arrug'e sa Costa o semplicemente Sa Costa, la via Manno presenta tra i suoi edifici importanti testimonianze di arte e storia, tra cui la chiesa di Sant'Antonio, con l'imponente cupola, e la casa in cui visse l'architetto Gaetano Cima, come ricorda la targa apposta al numero civico 4.

## Evoluzione demografica
Abitanti censiti